# نوري صديق شاويس
نوري صديق شاويس هو سياسي عراقي كردي سابق، ولد في السليمانية سنة 1922، وتوفي في المملكة المتحدة سنة 1983، ودفن في السليمانية.
ولده السياسي الحالي روز نوري شاويس.
كان من الطلبة الذين قبلوا في الدورة الأولى في كلية الهندسة في بغداد سنة 1942، وتخرج سنة 1946.
لحن نوري صديق شاويس النشيد الوطني لجمهورية مهاباد التي تأسست في كانون الثاني 1946 واستمرت 11 شهرا فقط.
انخرط في الحركة السياسية الكردية منذ عام 1935 عندما شارك في أنشطة عصبة حرية الكرد (آزادي)، ثم كان عضوا في نادي الارتقاء الكردي، وشارك في تأسيس حزب شورش رزكاري والمؤتمر التأسيسي للحزب الديمقراطي الكردستاني وكان عضوا في لجنته المركزية والمكتب السياسي لفترات ما بين كانون الثاني 1953 إلى تموز 1964 ثم تشرين الثاني 1966 إلى تشرين الثاني 1979، ثم انتخب لرئاسة حزب الشعب الديمقراطي الكردستاني عند تأسيسه ولمدة ثلاثة سنوات.
شغل منصب وزير الأشغال العامة والإسكان في الحكومة العراقي بين 29 آذار 1970 وآب 1973.